# Episodi di Fondazione (seconda stagione)
La seconda stagione della serie televisiva Fondazione (Foundation), composta da dieci episodi, è stata distribuita dal 14 luglio al 15 settembre 2023 sula piattaforma di video on demand Apple TV+, in tutti i paesi in cui il servizio è disponibile.
| nº | Titolo originale                     | Titolo italiano                     | Pubblicazione     |
| -- | ------------------------------------ | ----------------------------------- | ----------------- |
| 1  | In Seldon's Shadow                   | All'ombra di Seldon                 | 14 luglio 2023    |
| 2  | A Glimpse of Darkness                | Uno scorcio di oscurità             | 21 luglio 2023    |
| 3  | King and Commoner                    | Re e plebei                         | 28 luglio 2023    |
| 4  | Where the Stars Are Scattered Thinly | Dove le stelle sono sparpagliate    | 4 agosto 2023     |
| 5  | The Sighted and the Seen             | I vedenti e i visti                 | 11 agosto 2023    |
| 6  | Why the Gods Made Wine               | Perché gli dei hanno creato il vino | 18 agosto 2023    |
| 7  | A Necessary Death                    | Una morte necessaria                | 25 agosto 2023    |
| 8  | The Last Empress                     | L'ultima imperatrice                | 1º settembre 2023 |
| 9  | Long Ago, Not Far Away               | Molto tempo fa, non troppo lontano  | 8 settembre 2023  |
| 10 | Creation Myths                       | Miti della creazione                | 15 settembre 2023 |

## All'ombra di Seldon
- Titolo originale: In Seldon's Shadow
- Diretto da: Alex Graves
- Scritto da: David S. Goyer e Jane Espenson

### Trama
Una copia della coscienza di Hari Seldon intrappolata in uno spazio quadridimensionale all'interno del Primo Radiante cerca di trovare una via d'uscita aiutato dalla simulazione di persone a lui care. L'imperatore Fratello Giorno (Cleon XVII) sopravvive a un tentativo di omicidio avvenuto durante un amplesso con Demerzel, e progetta di sposare una regina per cambiare la direzione dell'Impero, ma la sua futura sposa non sembra essere colpita dall'accordo. L'Impero scopre che Terminus non è stato distrutto da un brillamento della sua stella come si credeva (la questione non è mai stata indagata a fondo) ma decide di raccogliere maggiori informazioni prima di agire. Su Terminus dopo 173 anni di sviluppo della Fondazione il campo nullo della Volta comincia nuovamente a ridursi. Gaal e Salvor, sul pianeta acquatico di Synnax, riescono a riattivare la Beggar, la nave di Salvor, per tornare su Terminus. La coscienza di Hari capisce che le simulazioni di persone a lui care sono in realtà manifestazioni del Primo Radiante stesso, e riducendo la dimensionalità dello spazio in cui si trova riesce ad uscire dalla sua prigione per aiutare Gaal e Salvor prima che la tempesta distrugga la loro nave.

## Uno scorcio di oscurità
- Titolo originale: A Glimpse of Darkness
- Diretto da: David S. Goyer
- Scritto da: David S. Goyer e Jane Espenson

### Trama
La coscienza di Hari Seldon materializzata all'interno della Beggar spiega a Gaal perché è responsabile del caos nella linea temporale futura. Fu pianificata una Seconda Fondazione, pienamente consapevole del piano di Seldon, e anch'essa intesa a fungere da contrappeso alla Fondazione su Terminus se si fosse trasformata in tirannia. Hari salva la nave, che può così partire dal pianeta Synnax in tempesta.
Su Siwenna, con l'aiuto della "Chiesa dello Spirito Galattico" appositamente fondata, sacerdoti come l'intraprendente padre Poly Verisof e il clerico Constant stanno reclutando un mondo dopo l'altro nell'Orlo Esterno per la Fondazione, non senza rischio di venire uccisi per eresia dai locali. La Fondazione fa affidamento sull'abile manipolazione della popolazione ormai tecnologicamente in declino di questi mondi, con i sacerdoti che fanno apparire "magica" la loro tecnologia superiore.
Nel frattempo su Trantor, fratello Giorno accetta come suggerito da Demerzel di nominare il suo miglior generale, Bel Riose, alla testa della spedizione che dovra domare la potenziale minaccia rappresentata dalla Fondazione.
Gaal ha visioni del futuro, dove un potente e odioso telepate che si fa chiamare "Il Mulo" ha preso il controllo di gran parte dell'Impero ormai distrutto. Egli viene identificato come la causa della principale deviazione nel piano di Hari Seldon, ed il pianeta Ignis come la possibile sede della Seconda Fondazione. 
Fratello Giorno si prepara per il suo matrimonio con la regina Sareth e la introduce nel Presidium, la banca genetica alla base della linea dinastica dei cloni imperiali. Egli trova la sua futura sposa tanto attraente quanto scaltra e calcolatrice.
I clerici Poly Verisof e Constant vengono richiamati su Terminus per l'imminente apertura della Volta, che segna l'apice della seconda crisi. Dopo un'accesa discussione sull'attuale linea politica della Fondazione e la migliore maniera di prepararsi al conflitto con l'Impero, all'apertura della Volta il custode Jaeggar Fount viene incenerito dopo aver urlato di trovare un certo Hober Mallow. Una scritta appare sulla Volta richiusa: "Hober Mallow".
Sulla Beggar, Gaal confessa a Salvor di averla vista a terra senza vita nella sua visione futura.

## Re e plebei
- Titolo originale: King and Commoner
- Diretto da: David S. Goyer
- Scritto da: Jane Espenson e Leigh Dana Jackson

### Trama
Per conto dell'Impero, Lady Demerzel recluta Bel Riose, un ex generale ora imprigionato nella colonia penale di Lepsis, per indagare sulla Fondazione dissidente. Riose partecipa a un'udienza con l'Impero dove gli viene formalmente affidato l'incarico e poi si riunisce con suo marito Glawen Curr, prima di guidare una flotta per indagare sull'Outer Reach. Hari conduce Gaal e Salvor nel mondo di Oona, un deserto ed ex pianeta minerario, dove dopo aver convinto Gaal a portarlo in una camera sulle montagne, la sua coscienza viene trasferita in un corpo organico da Kalle, la cui vera identità, oltre a farsi chiamare un amico di Hari, rimane sfuggente. Proprio quando Gaal e Salvor stanno per risalire dal pianeta deserto, le macchine minerarie autonome si riattivano e iniziano ad attaccare il Mendicante. Sfuggono con successo alle macchine attaccanti e lasciano il pianeta dopo aver recuperato il corpo privo di sensi di Hari. Hober Mallow, un truffatore e abile commerciante, ruba l'Occhio di Korell scambiando di posto con il Commdor Argo utilizzando un dispositivo di teletrasporto. Il suo piano viene sventato e viene catturato e condannato a morte. Ma inganna di nuovo i suoi rapitori usando la stessa tecnologia e fugge da Korell sulla nave su cui Poly e Constant erano appena arrivati per fare appello per il suo rilascio.

## Dove le stelle sono sparpagliate
- Titolo originale: Where the Stars Are Scattered Thinly
- Diretto da: Mark Tonderai
- Scritto da: David S. Goyer e Leigh Dana Jackson

### Trama
Sareth e fratello Alba passeggiano per i giardini del palazzo interrogandosi sul loro possibile coinvolgimento nei tentativi di omicidio delle rispettive famiglie e stabiliscono un legame attraverso la loro reciproca onestà. Dusk e Rue ricordano il loro appuntamento quando lei era una concubina a Gossamer Court, e Dusk si offre di mostrare a Rue le registrazioni del loro incontro mentre i suoi ricordi dell'evento venivano cancellati prima di lasciare Trantor.
Riose e Glawen si infiltrano a Siwenna per incontrare l'informatore Ducem Barr, che rivela informazioni sui "Maghi", sulla loro tecnologia avanzata e sulla loro connessione con la Fondazione, sebbene Riose rimanga scettica. Fuggono dopo che una folla locale allertata dalla loro presenza tenta di irrompere. Barr si avvelena per evitare di essere torturato prima che Riose dia un colpo di grazia. Poly, Constant e Hober arrivano su Terminus, entrano nel Vault e incontrano Hari Seldon, che ordina ai chierici di avviare colloqui di pace con l'Imperium per prevenire una guerra, e dà a Mallow una serie diversa di istruzioni. Hober parte con la loro nave con l'animale domestico di Constant, Beki, a bordo mentre Poly e Constant restano indietro. Sareth si avvale del servizio di un clavigero di palazzo per indagare sulla morte della sua famiglia.

## I vedenti e i visti
- Titolo originale: The Sighted and the Seen
- Diretto da: Alex Graves
- Scritto da: Jane Espenson e Joelle Cornett

### Trama
Hari sogna Raych, pochi istanti prima di pugnalare Hari sulla Deliverance, e si risveglia a bordo della Beggar affrontando un'apparizione di Raych, che si dissipa dopo un breve confronto. Hari, Gaal e Salvor discutono di come il suo corpo organico sia nato prima che il Mendicante entrasse nell'atmosfera di Ignis, dove viene colpito da ioni negativi e precipita sul pianeta. Salvor lascia la nave per indagare su un possibile osservatore. Su Trantor, Sareth riesce ad accedere alla camera da letto di Cleon per discernere come è sopravvissuto al tentativo di omicidio e, durante un'accesa discussione con il fratello Giorno, accetta la sua proposta di matrimonio. Fratello Tramonto e Rue trascorrono più tempo a ricordare il loro passato. Fratello Tramonto è infastidito dalla decisione di fratello Giorno di condurre controlli di memoria su di lui e fratello Alba. Visita il Memorium con fratello Alba per ispezionare i loro tesori di memoria. 
Sareth e Rue mentre esaminano il controllo della memoria di un badante nell'Asclepieion, scoprono la natura robotica di Demerzel. Salvor apparentemente si riunisce con Hugo Crast su Ignis, vivo nonostante si presuma morto. Hari però è scettico nei confronti di Hugo, che successivamente si rivela essere un telepate, che insieme ad altri telepati assalta il mendicante e cattura Salvor, Hari e Gaal. Il trio viene portato davanti al leader dei telepati, Tellem Bond, che rivela che Ignis è un rifugio per telepati o Mentalici, e sembra già a conoscenza dei loro piani per una Seconda Fondazione.

## Perché gli dei hanno creato il vino
- Titolo originale: Why the Gods Made Wine
- Diretto da: Alex Graves
- Scritto da: David S. Goyer (storia); Jane Espenson (sceneggiatura)

### Trama
Verisof e Constant arrivano su Trantor per la loro missione di pace, ma vengono subito arrestati dalle autorità, mentre Hobert Mallow parte per incontrare gli Spaziali, umani geneticamente modificati per servire esclusivamente come navigatori dell'iperspazio per l'Impero. 
Fratello Giorno (Cleon XVII) presenta la sua sposa al popolo di Trantor, ma Sareth ne approfitta per rubargli la scena e accaparrarsi le simpatie del popolo. 
Su Ygnis, Tellem cerca di convincere Salvor e Gaal a restare con i suoi Mentalisti per costruire la Seconda Fondazione, ma il suo vero obiettivo è ben diverso: trovare il Primo Radiante, assassinare Hari Seldon e impedire così la fondazione della Seconda Fondazione e il Piano Seldon a tutti i costi.
In gioventù, Hari Seldon riesce a stabilire che le mandrie di bufali lunari al galoppo non sono casuali, e si infila in mezzo a loro per convalidare la sua ipotesi, uscendone indenne. Divenuto professore di matematica presso l'università locale, incontra la professoressa Yanna Cain, con la quale discute il suo ultimo lavoro sulle previsioni, preludio alla Psicostoria. Dopo averla sposata, inizia a costruire il Primo Radiante e la Psicostoria. Incinta, Yanna viene rapita e uccisa dal preside dell’università che agisce su pressioni imperiali. Hari si vendica facendola calpestare dagli stessi bufali lunari della sua giovinezza.

## Una morte necessaria
- Titolo originale: A Necessary Death
- Diretto da: Mark Tonderai
- Scritto da: David Kob e Eric Carrasco

### Trama
La regina Sareth si sottopone a una visita medica, dopo la quale Demerzel la mette in guardia contro qualsiasi piano di vendetta della sua famiglia. Sareth tenta di domare Cleon raccontandogli della sua famiglia, prima di iniziare a sedurre Cleon XVIII. 
Hobert Mallow stringe un accordo con gli Spaziali: in cambio del loro aiuto, la Fondazione darà loro i mezzi per sintetizzare l’opalesc, il micro-nutriente da cui l'Impero li ha resi dipendenti affinché possano diventare liberi e lasciare la Via Lattea. Gli spaziali, tuttavia, credono che il rischio sia troppo grande e consegnano Hobert Mallow e la sua nave al generale Bel Riose; ma Hobert riesce a scappare e fornisce così all’Impero prove schiaccianti che la Fondazione è davvero una minaccia. 
Questa notizia spinge l'Imperatore a incontrare gli emissari della Fondazione, ma con sorpresa di tutti, appare Hari Seldon e mette in guardia Cleon da un conflitto, assicurandogli che questo segnerebbe con certezza matematica la sconfitta dell'Impero. Ma Cleon, certo che il suo matrimonio smentisce le previsioni di Seldon, rinchiude gli emissari e ordina al generale Bel Riose di assediare la Fondazione. 
Su Ygnis, Salvor e Gaal esplorano le loro abilità, mentre cercano di convincere i Mentalisti a unirsi a loro e prepararsi ad affrontare il Mulo. Tuttavia, Salvor si rende conto che i Mentalisti stanno nascondendo loro qualcosa; durante le indagini, scopre che Tellem ha fatto giustiziare Hari Seldon per annegamento prima di essere neutralizzata.

## L'ultima imperatrice
- Titolo originale: The Last Empress
- Diretto da: Roxann Dawson
- Scritto da: Liz Phang, Addie Manis e Bob Oltra

### Trama
Durante una discussione con Fratello Tramonto (Cleon XVI), Rue rivela che Dominion è capace di ricostruire le memorie dei suoi sudditi cancellate dall’Impero, e comincia a minare la fiducia degli imperatori in Demerzel. In seguito, loro due scoprono un luogo segreto all'interno del palazzo preservato dallo spirito del loro antenato, Cleon I.
Fratello Giorno (Cleon XVII) ordina l'esecuzione pubblica dei due monaci della Fondazione, ma durante la cerimonia trasmessa in tutto l’Impero, Hobert Mallow esce dall'iperspazio direttamente sopra il Palazzo Imperiale e libera Constance prima di fuggire. Dopo questa incursione l'Imperatore decide di recarsi di persona a Terminus per riaffermare il suo potere, portando con sé Paul Verisof.
Durante la fuga, Hobert e Constance scoprono i loro sentimenti reciproci, ma vengono arrestati dal generale Bel Riose al loro arrivo su Terminus.
Su Ygnis, Salvor riesce a utilizzare il Primo Radiante per comunicare al fantasma di Hari Seldon nella Volta che Hobert Mallow è la chiave della Seconda Crisi, e si fa spiegare come uscire dalla sua prigione. Allo stesso tempo, Tellem Bond fa prigioniera Gaal e gli rivela che è capace di trasferire la sua mente in un nuovo corpo e aumentare così i suoi poteri; quindi inizia i preparativi per sequestrare il corpo di Gaal.
Anche Sareth continua la sua attività di seduzione di Fratello Alba (Cleon XVIII) e riesce a fargli capire che Demerzel è la sola vera erede di Cleon I, la sua eterna Imperatrice.

## Molto tempo fa, non troppo lontano
- Titolo originale: Long Ago, Not Far Away
- Diretto da: Roxann Dawson
- Scritto da: Jane Espenson e Eric Carrasco

### Trama
Seicentodieci anni fa, il giovane principe Cleon della dinastia Entung si imbatte in un corridoio nascosto nel palazzo e arriva in una camera dove incontra un Demerzel suddiviso in partizioni. Attira il giovane con i racconti delle guerre dei robot e, nel corso di anni di ripetute visite, placa i desideri dell'adulto Cleon attraverso le storie. Un anziano Cleon finalmente la libera da 5.000 anni di prigionia e nel suo momento di esitazione installa un programma che la costringe a servire l'Impero. 
Nel presente, dopo aver raccontato gli eventi del passato di Demerzel, Cleon I intrappola il fratello Dusk e Rue nella stessa camera. Su Ignis, Tellem Bond tenta con la forza di trasferire la sua psiche in Gaal, ma viene interrotta quando Salvor salva Gaal e fuggono dal Mendicante. Su Terminus, Day incontra la leadership della Fondazione e si reca alla Chiesa di Seldon, dove dopo un'ispezione proclama con rabbia che la chiesa è un'armeria e ordina che i sacerdoti vengano giustiziati. Mentre Riose stava progettando di salire a bordo dell'Invictus, la nave diventa operativa e ne consegue una battaglia tra la flotta imperiale e la Fondazione. Day entra nel caveau e incontra Seldon, chiedendogli di denunciare la Psicostoria. Quando Seldon rifiuta, Day ordina di abbattere l'Invictus sul pianeta. Nel frattempo, Hober Mallow e il fratello Constant, imprigionati sulla nave di Riose, vengono portati sul ponte quando l'Impero sale a bordo della nave dopo essere tornato dalla sua visita sulla superficie di Terminus. Su Ignis, Salvor combatte con Loron, il sicario di Tellum, e riesce ad ucciderlo intrappolandolo in una camera di equilibrio e ventilandola.
All'interno del Mendicante, Tellum appare e riesce a sottomettere sia Gaal che Salvor, ma un Hari inaspettatamente ancora vivo interviene e uccide Tellem. Demerzel lascia improvvisamente Day sull'ammiraglia imperiale e torna su Trantor mentre la singolarità causata dallo schianto dell'Invictus distrugge Terminus, mentre un Imperatore sorridente osserva.

## Miti della creazione
- Titolo originale: Creation Myths
- Diretto da: Alex Graves
- Scritto da: David S. Goyer e Liz Phang

### Trama
Fratello Giorno ordina alla flotta imperiale di saltare sui mondi alleati della Fondazione e di distruggerli. Dopo che fratello Giorno solleva il generale Riose dal suo comando quando rifiuta l'ordine, She-Bends-Light, utilizzando una sequenza di salto introdotta di nascosto a bordo da Hober Mallow, fa sì che le navi saltino l'una nell'altra, cosa che inevitabilmente distruggerà l'intera flotta e libererà i rimanenti spaziali dall'Impero. Riose si getta tra fratello Giorno e Hober quando quegli cerca di uccidere Hober dopo aver rivelato lo stratagemma. La loro lotta termina dopo che fratello Giorno lancia Riose fuori da una camera di equilibrio, solo per vedere Riose scambiarsi di posto con lui in quel momento usando il dispositivo di arrocco di Hober. Sapendo che ora sono intrappolati su una nave condannata, dopo un addio in lacrime, Hober mette Constant in un modulo di salvataggio e la espelle nello spazio nella speranza che venga salvata. 
Su Trantor, Demerzel ritorna e affronta fratello Tramonto e Rue intrappolati. Dopo aver realizzato che il loro destino è segnato, fratello Tramonto all'insaputa di Demerzel, segna il suo collo in verde prima che quest'ultima li uccida. Dopo aver parlato con Demerzel, fratello Alba si rende conto di cosa sta accadendo e riesce a liberare Sareth, che è incinta e i due giovani fuggono da Trantor. Con tutti e tre i fratelli scomparsi o morti, Demerzel ne risveglia uno nuovo per ciascuno e attiva la copia del Primo Radiante donatale da Seldon. 
Vicino a Terminus, il caveau di Hari trascina all'interno la capsula di Constant, dove scopre che è stata trasportata all'interno l'intera popolazione di Terminus. 
Su Ignis, dopo che Gaal racconta gli eventi a Salvor di come ha aiutato Hari a fuggire dall'annegamento, il trio scopre che fino ad ora Tellem ha piegato tutti i Mentalici alla sua volontà e che la sua morte li ha liberati. Tuttavia, prima di morire, la psiche di Tellem si era rifugiata in Josiah, che lei costringe a tentare di assassinare Gaal. Salvor sventa il tentativo e uccide Josiah, ma muore prendendo il colpo destinato a Gaal. La morte di Salvor dà a Gaal e Hari la speranza e la prova che il futuro non è deciso. Accettano di entrare nel crio-sonno, svegliandosi per un breve periodo ogni anno per insegnare e guidare la Seconda Fondazione e prepararli per la battaglia futura. 
Centocinquantadue anni nel futuro, il Mulo impazzito si accorge della presenza di Gaal.